# Lưu Văn Tính
Lưu Văn Tính (sinh ngày 14 tháng 4 năm 1915) là quan chức người Việt Nam, từng một thời giữ chức Tổng trưởng Bộ Tài chánh Việt Nam Cộng hòa.

## Tiểu sử
Lưu Văn Tính chào đời ngày 14 tháng 4 năm 1915 tại tỉnh Gò Công, Nam Kỳ, Liên bang Đông Dương
Ông tốt nghiệp trường Collège de Mytho từ rất sớm. Từ năm 1957 đến năm 1962, ông nhậm chức Giám đốc Tổng nha Ngân sách và Ngoại viện. Năm 1962, ông lên làm Tổng Giám đốc Tổng nha Ngân sách và Ngoại viện,
Từ năm 1964 đến năm 1965, lần đầu tiên ông được bổ nhiệm làm Tổng trưởng Bộ Tài chánh (đồng thời kiêm nhiệm chức Tổng Giám đốc Tổng nha Ngân sách và Ngoại viện) Về sau, ông lại giữ chức Tổng trưởng Bộ Tài chánh lần nữa từ năm 1967 đến năm 1969.

## Đời tư
Lưu Văn Tính đã kết hôn và có người hai con.